# 二見町 (明石市)
二見町（ふたみちょう）は、兵庫県明石市の西側にある地区名で、明石市に編入される前の兵庫県加古郡二見町の範囲である。福里、東二見、南二見、西二見、西二見駅前からなり、当地域の人口は30,008人（2022年11月1日現在、住民基本台帳調査による。明石市調べ）。
本項では町制前の名称である二見村（ふたみむら）についても述べる。

## 地理
- 河川：瀬戸川
- 池：野々池

## 歴史
- 1889年（明治22年）4月1日 - 町村制の施行により、東二見村、西二見村、福里村が合併して二見村が発足。
- 1927年（昭和2年）1月1日 - 二見村が町制施行して二見町となる。
- 1951年（昭和26年）1月10日 - 明石市に編入。同日加古郡二見町は廃止[1]。

## 経済

### 産業
農業
『大日本篤農家名鑑』によれば二見村の篤農家は、「岩佐幸次郎」のみである。

## 世帯数と人口
2022年（令和4年）11月1日現在の世帯数と人口（住民基本台帳）は以下の通りである。
| 丁目            | 世帯数     | 人口     |
| --------------- | ---------- | -------- |
| 福里            | 1,841世帯  | 4,306人  |
| 東二見          | 5,670世帯  | 12,147人 |
| 西二見          | 5,675世帯  | 12,221人 |
| 西二見駅前1丁目 | 5世帯      | 15人     |
| 西二見駅前2丁目 | 197世帯    | 397人    |
| 西二見駅前3丁目 | 279世帯    | 607人    |
| 西二見駅前4丁目 | 200世帯    | 315人    |
| 南二見          | 0世帯      | 0人      |
| 二見地区 計     | 13,867世帯 | 30,008人 |

## 交通

### 鉄道路線
- 山陽電気鉄道
  - 本線
    - 東二見駅
    - 西二見駅

### 道路
- 国道250号
- 兵庫県道718号明石高砂線

## 施設

### 幼稚園
- 明石市立二見西幼稚園

### 小学校
- 明石市立二見小学校
- 明石市立二見北小学校
- 明石市立二見西小学校

### 中学校
- 明石市立二見中学校

### 高等学校
- 兵庫県立明石西高等学校

### 公共施設
- 二見市民センター
- 二見コミュニティ・センター
- ふれあいプラザあかし西
- 上西厚生館
- 明石市立高齢者ふれあいの里二見

### 商業施設
- イトーヨーカドー 明石店

## 文化財
- 市指定文化財
  - 史跡： 横河重陳墓（しげのぶ）、二見町東二見1643（観音寺）[4]
  - 天然記念物：瑞応寺のそてつ、二見町東二見1910（瑞応寺）[4]